# Henri de La Rochejaquelein
Henri de La Rochejaquelein   (Mauléon, 30 d'agost de 1772 - Nuaillé, 28 de gener de 1794) va ser el general més jove de la insurrecció reialista vendéana durant la Revolució Francesa. Un comandant en cap de l'Exèrcit catòlic i real a l'edat de 21 anys, és considerat com un dels més valents oficials de la història militar francesa.

## Biografia
Nascut al Château de la Durbellière, Saint-Aubin-de-Baubigné, prop de Châtillon, La Rochejaquelein es va incorporar al Reial Regiment Polonès, del qual el seu pare era coronel, el 1787. El febrer de 1789 es va convertir en membre dels Flandes regiment de perseguidors. El març de 1792 es va convertir en un membre de la Guàrdia Constitucional, encarregat de protegir el rei de França. Va lluitar per primera vegada defensant el Palau de les Teuleries en l'atac del 10 d'agost de 1792, com a oficial de la Guàrdia Constitucional del rei Lluís XVI.
Tornant a la seva província d'origen, es va negar a complir amb la llei en massa anomenada per l'esclat de les Guerres Revolucionàries Franceses i es va unir al seu cosí Louis Marie de Lescure a les finques d'aquest últim a Poitou.

La resistència a la reclamació es va escalar aviat en una rebel·lió completa, coneguda com la Guerra de la Vendée. Poc després, de La Rochejaquelein i els seus compatriotes van començar a combatre les tropes de la República francesa amb Maurice D'Elbée i el marquès de Bonchamps des d'abril de 1793. Allà, va donar el seu famós ordre, 
| « | <<"Mes amis, si j'avance, suivez- moi! Si je recule, tuez-moi! Si je meurs, vengez-moi! "(traducció literal:" Amics, si avanço, seguiu-me! Si em retiro, mata'm! Si em morir, venja'm!").>> | » |

Dirigent uns quants milers de camperols vendeans, De la Rochejaquelein va obtenir la seva primera victòria sobre l'exèrcit revolucionari francès el 13 d'abril, va participar en la presa de Bressuire el 3 de maig, a la batalla de Fontenay-le-Comte el 25 de maig i a la batalla de Saumur el 9 de juny. A Fontenay era famós pel seu menyspreu pel perill, amb tres mocadors vermells; al cap, al voltant del coll i a la cintura per desafiar els artillers republicans. Després de Fontenay, els seus companys van decidir que també duien tres mocadors de color vermell perquè no es pogués distingir De la Rochejacquelin.
A l'agost, després de la batalla de Luçon, va reagrupar l'exèrcit Vendéan, que va ser a punt de ser dissolt, i va guanyar la batalla de Chantonnay el 5 de setembre. El 13 de setembre el polze de la seva mà dreta va ser aixafat per una bala durant un compromís amb els republicans a Martigné-Briand, però va continuar disparant contra els seus adversaris. El seu famós retrat de Pierre-Narcisse Guérin el mostra amb el braç dret en una fossa, disparant amb la mà esquerra. Va haver de retirar-se a través del Loira després de ser batut a la batalla de Cholet, el 17 d'octubre.

### Mesos finals
El 20 d'octubre, De la Rochejaquelein va ser elegit per unanimitat com a comandant en cap de l'exèrcit catòlic i real, en substitució de D'Elbée que havia estat ferit greument a Cholet. Tanmateix, la seva valentia no va compensar la seva manca d'experiència i habilitats estratègiques. Va marxar cap a Granville, va agafar Warner el 12 de novembre, però no va agafar Granville i es va retirar a Angers per creuar la Loira.
Les forces més grans sota François Séverin Marceau, Jean Baptiste Kléber i François Joseph Westermann van abandonar la derrota, derrotant-lo una vegada a Le Mans el 12 de desembre i de nou, més severament, el 23 de desembre a Savenay. Després d'aquest recorregut decisiu, l'Exèrcit Catòlic i Reial ja no va ser una força de lluita; De la Rochejacquelein va haver de dirigir-se al bosc disfressat de camperol. Va aconseguir salvar les restes del seu exèrcit en creuar la Loira, i va sortir sota les crítiques dels seus companys.
Mentre intentava dur a terme una guerra de guerrilla contra els republicans, va ser assassinat per un soldat republicà a prop de Nuaillé el 28 de gener de 1794. En una missió de reconeixement havia vist dos soldats republicans que pretenien lliurar-se a ell, però després el van disparar al front. El seu germà Louis es va convertir en el cap dels reialistes a Vendée el 1813 i va afavorir la causa realista durant el període dels Cent dies. Va caure a la batalla a Pont-de-Mathis el 4 de juny de 1815.